# 高雄市公車高旗六龜快線
高雄市公車高旗六龜快線（E25），原為高雄客運8025公路客運路線，由高雄客運營運。起點站為高雄車站，終點站為六龜新站。

## 歷史
- 2018年7月1日由高雄客運8025路整併為高旗六龜快線。[1]

## 歷史配車

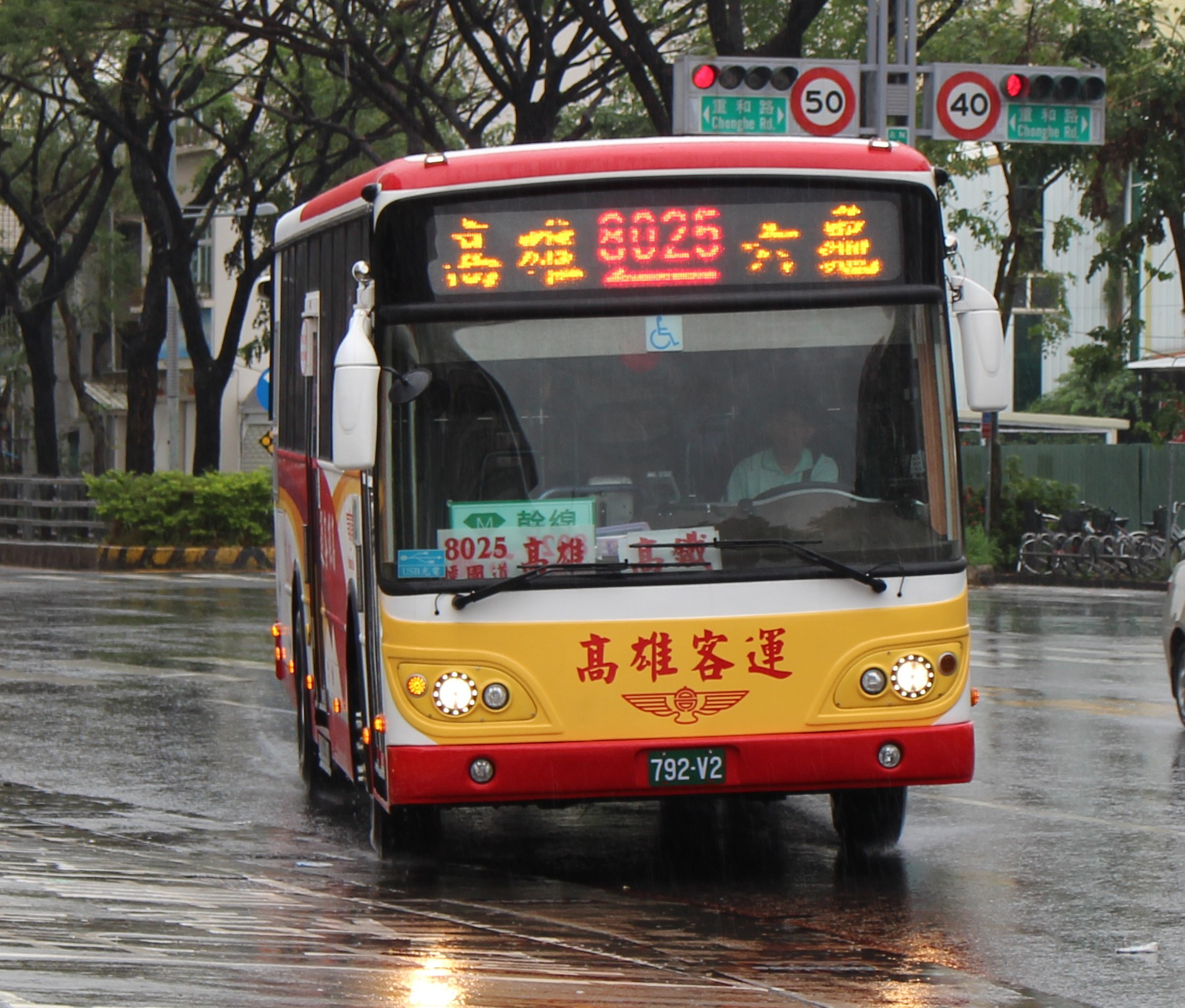

## 停站
參見右側路線圖